# ツェンダップ

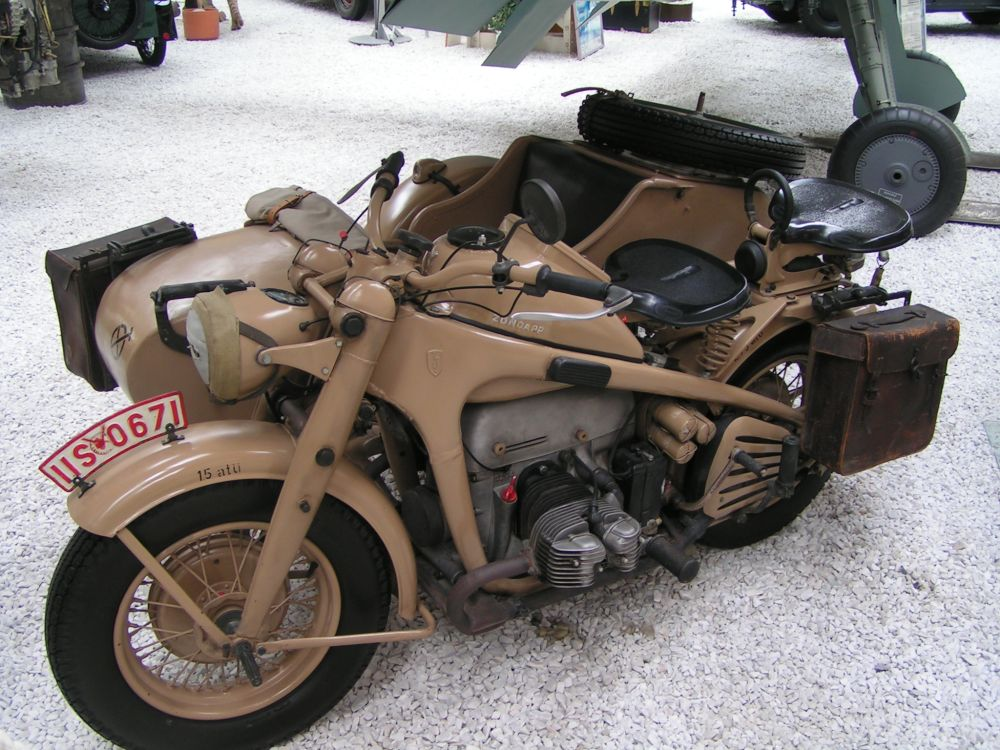
A Zündapp KS750 ドイツ国防軍の1940年代のサイドカー

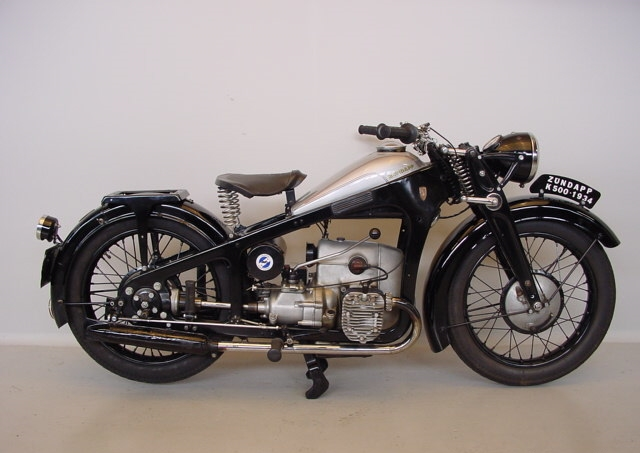
1934年製 ツェンダップ 水平対向2気筒 KS500 シャフトドライブのバイク
1949年以降に中国で「井岡山」の名でコピー生産されている

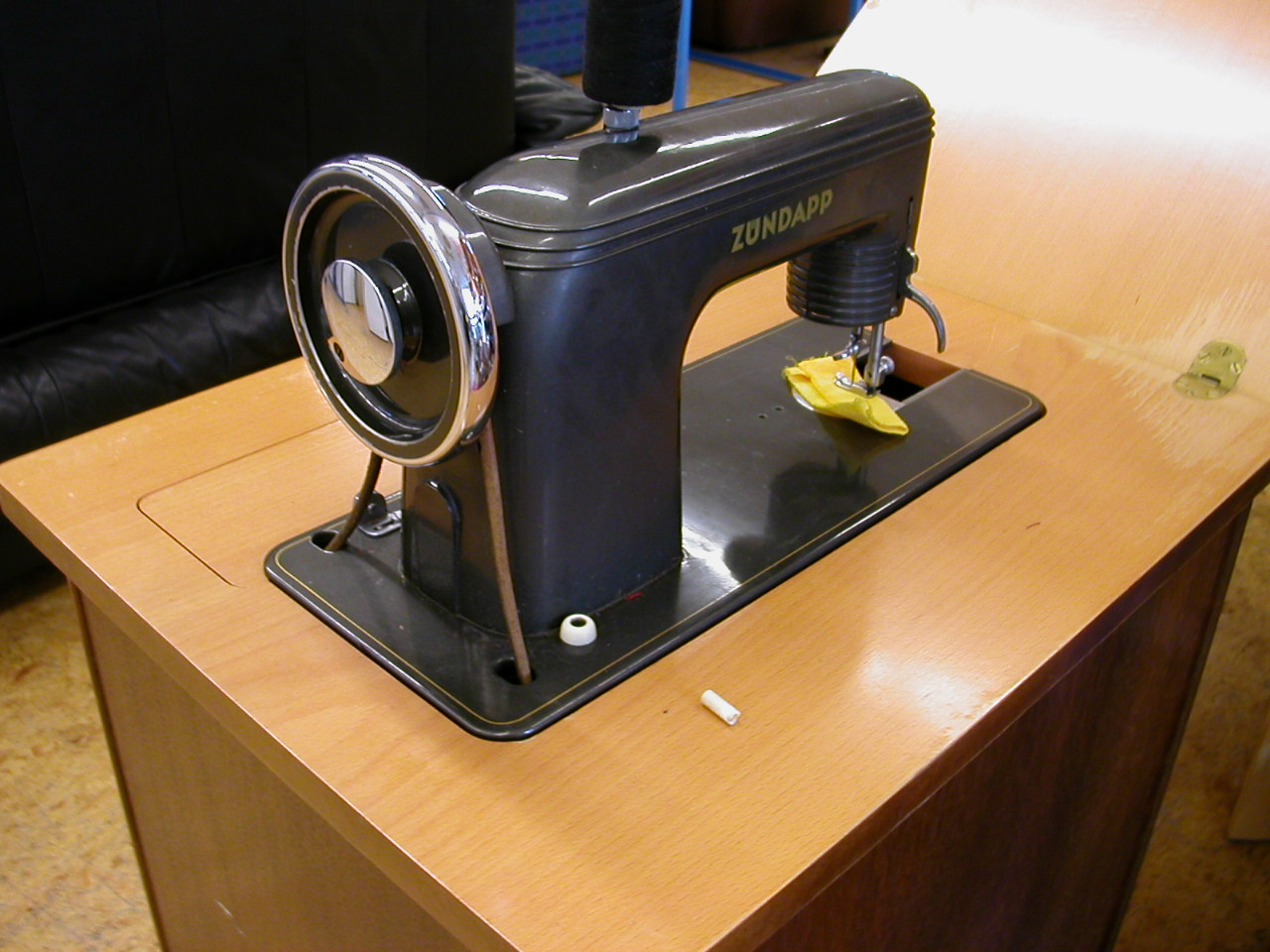
ツェンダップのミシン

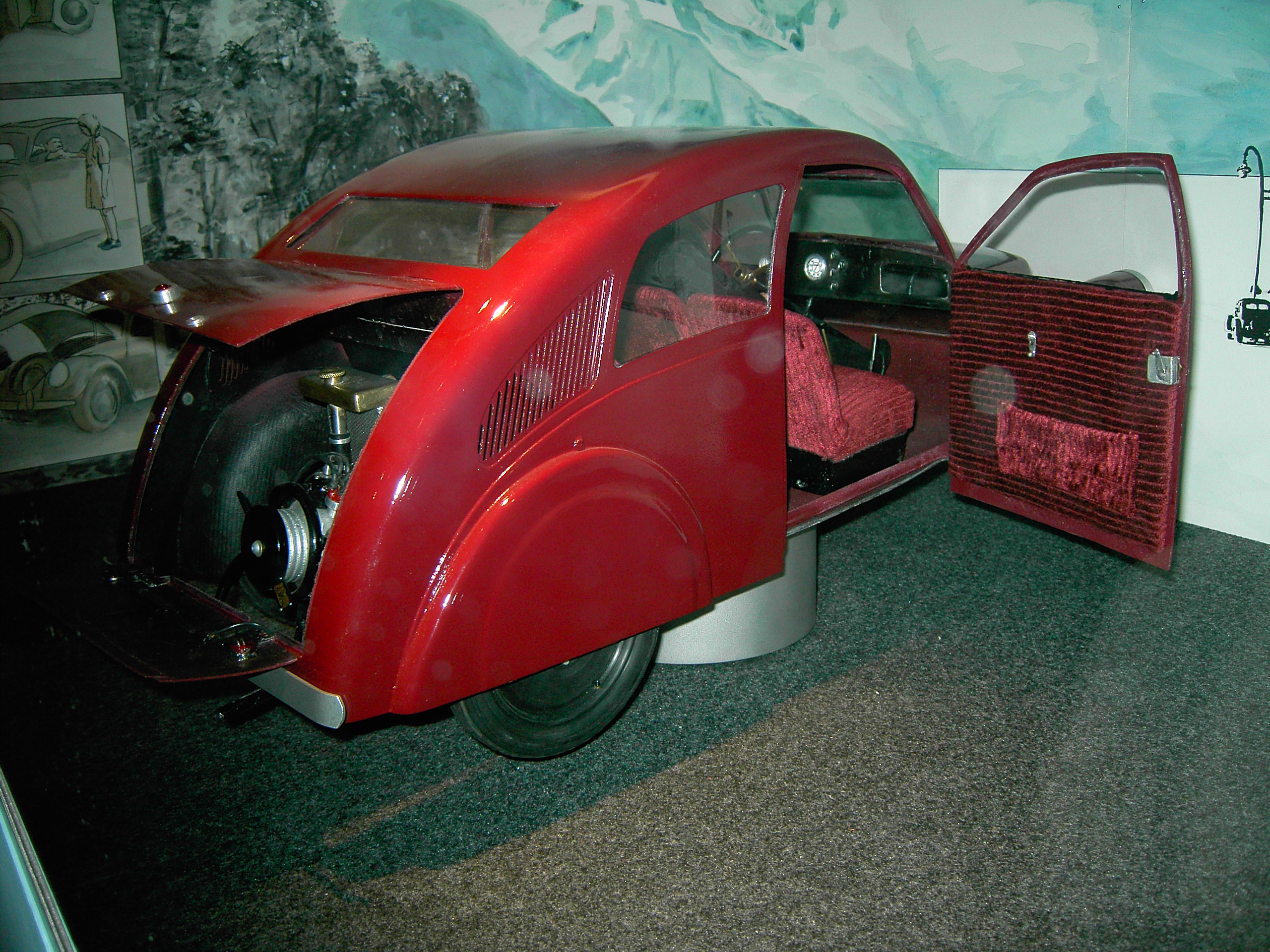
ツェンダップ・フォルクスアウト=ポルシェ・12、ニュルンベルクの産業文化博物館

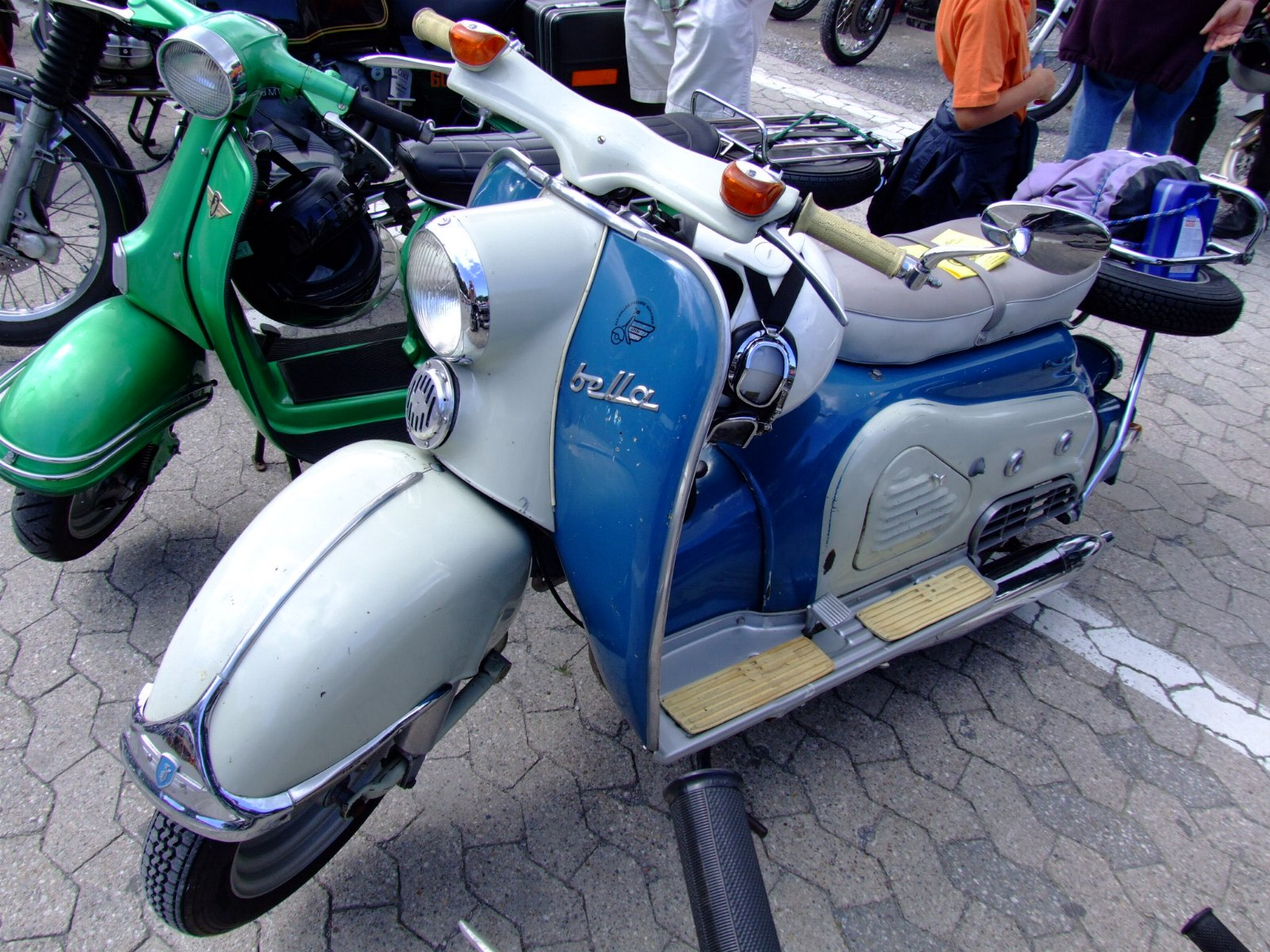
ツェンダップ Bella スクーター

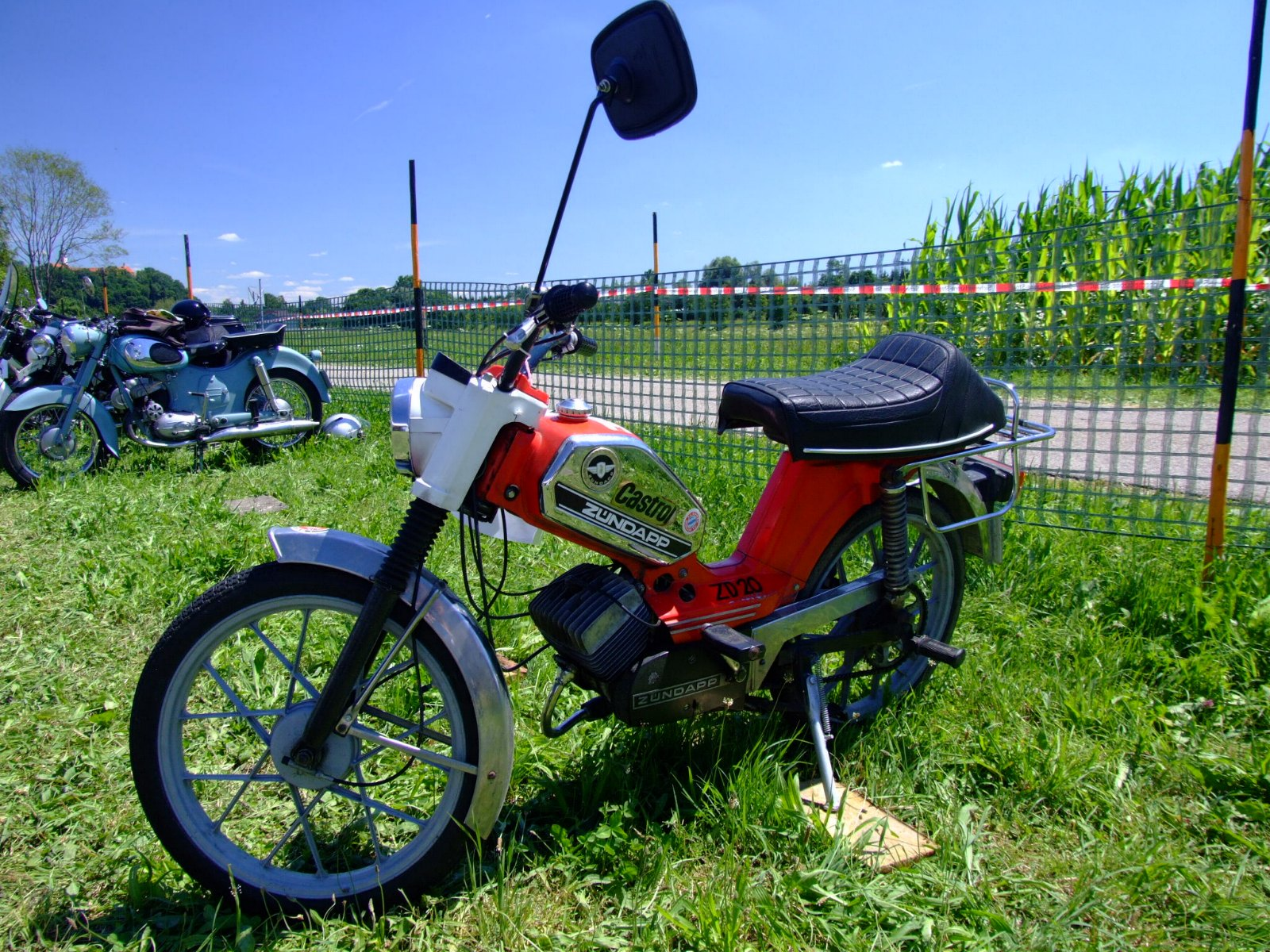
ツェンダップ ZD20 1977年

ツェンダップ（Zündapp）はかつてドイツに存在した主要オートバイ製造会社の一つである。
実際のドイツ語での ZÜ の発音に則したカタカナ表記例は「ツュ」であり、正しくは「ツュンダップ」（または日本人には発音しにくいため『ツンダップ』）であるが、日本では長年にわたる古いプラモデルの商品名や書籍等での誤植の伝播により、原語の綴りから乖離した「ツェンダップ」という誤読による表記が多く見られる。

## 沿革
1917年、ニュルンベルクのフリッツ・ノイマイヤー（Fritz Neumeyer）によって、クルップ社とティール(Thiel) 時計・機械製作所との共同で"Zünder- und Apparatebau G.m.b.H."の名称の下、信管の製造会社として設立された。1919年、第一次世界大戦の終結に伴い兵器部品の需要が減少したことで、ノイマイヤーは会社の単独所有者となった。2年後、彼は会社の多様化の一環としてオートバイの生産に参入した。
最初のツェンダップのオートバイは1921年製のZ22である。"Motorrad für Jedermann"（全ての人達にオートバイを）の理念で単純で信頼性の高い設計により大量生産された。1928年には新工場がニュルンベルク市ディーゼル・シュトラッセに建設された。ツェンダップの大型オートバイの歴史は1933年のKシリーズから始まる。駆動系統は2個の自在継手を介した伝達軸が使用されていた。このシリーズは排気量が200ccから800ccまであり、販売は成功した。1935年のノイマイヤーの死後も会社は業績を伸ばし、1931年に5%であったツェンダップの市場占有率は1937年に18%にまで達した。1940年には18,000台以上のデフロック機構を備えたKS750サイドカーがドイツ国防軍向けに生産された。
1931年、フェルディナント・ポルシェはツェンダップの依頼で"Auto für Jedermann"（全ての人に自動車を）の理念の下で最初の"フォルクスワーゲン"となるツェンダップ・フォルクスアウトを開発した。
第二次世界大戦後、会社は小型の機械の製作に軸足を移しスクーター、ツェンダップ・ベラを開発した。最後の大型オートバイは1951年に発売されたKS601 ("green elephant")である。排気量は598cc2気筒エンジンだった。
1957年から1958年までツェンダップ・ヤヌス（バブルカー）を生産した。
1958年、会社はニュルンベルクからミュンヘンに移った。間もなく会社はいくつかの新しい小型のモデルを開発した。4ストロークエンジンの開発をあきらめ2ストロークエンジンのモデルのみだった。ツェンダップのスクーターとモペッドは当初は売れ行きが良かったがやがて売り上げは落ちて1984年、会社は破産して廃業し、生産設備は天津のオートバイ製造会社へ売却された。
ツェンダップのモデルは1980年代までインドのロイヤル・エンフィールド・モーターズで生産された。

## 関連
- チゼッタ
- MZモトラッド
- ハインケル
- マイコ
- BMW モトラッド
- 山田輪盛館 - 日本でのかつての総代理店